# John Frederick Boyce Combe
John Frederick Boyce Combe, britanski general, * 1895, † 1967.